# Jesper Uneken
Jesper Uneken (Den Bosch, 9 augustus 2004) is een Nederlands voetballer die als aanvaller voor PSV speelt. Die club verhuurde hem in het seizoen 2025/26 aan RKC Waalwijk. Hij is een zoon van oud-voetballer Peter Uneken.

## Carrière
Jesper Uneken speelde in de jeugd van OJC Rosmalen en PSV. Hier tekende hij in 2021 een contract tot medio 2023, wat hierna verlengd werd tot 2025. Hij debuteerde in het betaald voetbal voor Jong PSV op 6 maart 2023, in de met 1–2 verloren thuiswedstrijd tegen NAC Breda. Hij kwam in de 73e minuut in het veld voor Dante Sealy. In zijn eerste seizoen bij Jong PSV kwam hij tot vier korte invalbeurten.
Op 6 april 2024 maakte hij zijn debuut voor PSV in de Eredivisie. In de laatste minuten thuis tegen AZ maakte hij gelijk zijn eerste doelpunt bij zijn debuut, de 5–1. In september 2024 verlengde hij zijn contract tot medio 2027. In februari 2025 werd hij overgeheveld naar de selectie van het eerste team vanwege een blessure bij Ricardo Pepi. Tot meer minuten zou dat niet leiden. PSV trok de transfervrije Lucas Pérez aan als back-up voor Luuk de Jong.
Op 23 juni verhuurde PSV Uneken voor het seizoen 2025/26 aan RKC Waalwijk. De club zag het als een "waardevolle stap in zijn ontwikkeling om ervaring op te doen in een nieuwe omgeving".

## Statistieken
Beloften
| Seizoen                   | Club           | Land           | Competitie     | Competitie | Competitie | Beker | Beker | Totaal | Totaal |
| Seizoen                   | Club           | Land           | Competitie     | Wed.       | Dlp.       | Wed.  | Dlp.  | Wed.   | Dlp.   |
| ------------------------- | -------------- | -------------- | -------------- | ---------- | ---------- | ----- | ----- | ------ | ------ |
| 2022/23                   | Jong PSV       | Nederland      | Eerste divisie | 4          | 0          | –     | –     | 4      | 0      |
| 2023/24                   | Jong PSV       | Nederland      | Eerste divisie | 28         | 8          | –     | –     | 28     | 8      |
| 2024/25                   | Jong PSV       | Nederland      | Eerste divisie | 34         | 10         | –     | –     | 34     | 10     |
| Carrièretotaal            | Carrièretotaal | Carrièretotaal | Carrièretotaal | 66         | 18         | 0     | 0     | 66     | 18     |
| Bijgewerkt op 1 juli 2025 |                |                |                |            |            |       |       |        |        |

Senioren
| Seizoen                        | Club           | Land               | Competitie     | Competitie | Competitie | Competitie | Beker | Beker | Beker | Supercup | Supercup | Supercup | Europees | Europees | Europees | Totaal | Totaal | Totaal |
| Seizoen                        | Club           | Land               | Competitie     | Wed.       | Dlp.       | Ass.       | Wed.  | Dlp.  | Ass.  | Wed.     | Dlp.     | Ass.     | Wed.     | Dlp.     | Ass.     | Wed.   | Dlp.   | Ass.   |
| ------------------------------ | -------------- | ------------------ | -------------- | ---------- | ---------- | ---------- | ----- | ----- | ----- | -------- | -------- | -------- | -------- | -------- | -------- | ------ | ------ | ------ |
| 2023/24                        | PSV            | Vlag van Nederland | Eredivisie     | 1          | 1          | 0          | 0     | 0     | 0     | 0        | 0        | 0        | 0        | 0        | 0        | 1      | 1      | 0      |
| 2024/25                        | PSV            | Vlag van Nederland | Eredivisie     | 0          | 0          | 0          | 0     | 0     | 0     | 0        | 0        | 0        | 0        | 0        | 0        | 0      | 0      | 0      |
| Clubtotaal                     | Clubtotaal     | Clubtotaal         | Clubtotaal     | 1          | 1          | 0          | 0     | 0     | 0     | 0        | 0        | 0        | 0        | 0        | 0        | 1      | 1      | 0      |
| 2025/26                        | → RKC Waalwijk | Vlag van Nederland | Eerste divisie | 2          | 1          | 1          | 0     | 0     | 0     | —        | —        | —        | —        | —        | —        | 2      | 1      | 1      |
| Clubtotaal                     | Clubtotaal     | Clubtotaal         | Clubtotaal     | 2          | 1          | 1          | 0     | 0     | 0     | 0        | 0        | 0        | 0        | 0        | 0        | 2      | 1      | 1      |
| Carrièretotaal                 | Carrièretotaal | Carrièretotaal     | Carrièretotaal | 3          | 2          | 1          | 0     | 0     | 0     | 0        | 0        | 0        | 0        | 0        | 0        | 3      | 2      | 1      |
| Bijgewerkt op 17 augustus 2025 |                |                    |                |            |            |            |       |       |       |          |          |          |          |          |          |        |        |        |

## Erelijst
| Eredivisie | 1x | 2024/25 |